# 方普
方普（法語：Fampoux，法語發音：[fɑ̃pu]）是法国上法蘭西大區加来海峡省的一个市镇，属于阿拉斯区。

## 地理
方普（50°18'8"N, 2°52'18"E）面积8.64 平方千米，位于法国上法蘭西大區加来海峡省，该省份为法国北部沿海省份，西北濒北海，南至索姆省，东临北部省。
与方普接壤的市镇（或旧市镇、城区）包括：加夫雷勒、蒙希勒普勒、佩尔沃、勒村、阿蒂、弗希。

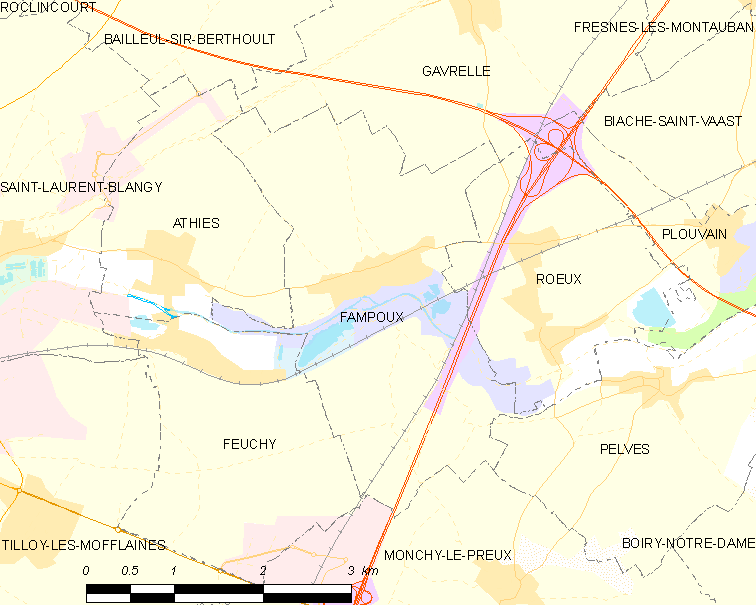
方普的OSM定位图

方普的时区为UTC+01:00、UTC+02:00（夏令时）。

## 行政
方普的邮政编码为62118，INSEE市镇编码为62323。

## 政治
方普所属的省级选区为阿拉斯第二县。

## 人口

1962-2008年间方普人口变化图示

方普于2022年1月1日时的人口数量为1243人。